# Littorina
Littorina és un gènere de gastròpodes marins de la família Littorinidae. Són cargols petits que viuen a la zona de marees de les roques litorals.
Littorina ha donat el nom al Mar Littorina, el precursor geològic del Mar Bàltic.

## Distribució
Es troben a la zona litoral i sublitoral d'arreu del món.

## Taxonomia
L'espècie tipus és Turbo littoreus. Linnaeus, 1758 va restringir les espècies del gènere a l'Hemisferi Nord en zones temperades i fredes. Les espècies tropicals pertanyen a un altre gènere dins la mateixa família
Les espècies dins el gènere Littorina inclouen
- Littorina aleutica Dall, 1872
- Littorina arcana Hannaford-Ellis, 1978
- Littorina brevicula (Philippi, 1844)
- Littorina compressa Jeffreys, 1865
- Littorina fabalis (Turton, 1825)
- Littorina horikawai Matsubayashi & Habe in Habe, 1979
- Littorina islandica Reid, 1996 †
- Littorina kasatka Reid, Zaslavskaya & Sergievsky, 1991
- Littorina keenae  Rosewater, 1978
- Littorina littorea (Linnaeus, 1758),
- Littorina mandshurica (Schrenk, 1861)
- Littorina natica Reid, 1996
- Littorina obtusata (Linnaeus, 1758),
- Littorina petricola Arnold, 1908 †
- Littorina plena Gould, 1849
- Littorina remondii Gabb, 1866 †
- Littorina saxatilis (Olivi, 1792),
- Littorina scutulata Gould, 1849,
- Littorina sitkana Philippi, 1846
- † Littorina sookensis  Clark & Arnold, 1923
- Littorina squalida  Broderip & Sowerby, 1829
- Littorina subrotundata  (Carpenter, 1864)
- Littorina varia
- Littorina zebra

Espècies convertides en sinònims
- Littorina aestuarii Jeffreys, 1865: sinònim de Littorina obtusata (Linnaeus, 1758)
- Littorina affinis d'Orbigny, 1839: synonym of Tectarius striatus (King & Broderip, 1832)
- Littorina angulifera is a synonym for Littoraria angulifera (Lamarck, 1822)
- Littorina arenica Jay, 1839: synonym of Tectarius striatus (King & Broderip, 1832)
- Litorina arenica Dunker, 1845: synonym of Tectarius striatus (King & Broderip, 1832)
- Littorina canariensis d'Orbigny, 1839: synonym of Tectarius striatus (King & Broderip, 1832)
- Litorina globosa Dunker, 1845: synonym of Tectarius striatus (King & Broderip, 1832)
- Littorina granularis Gray, 1839: synonym of Echinolittorina miliaris (Quoy & Gaimard, 1833)
- Littorina lamellosa Souverbie, 1861: synonym of Fossarus lamellosus (Souverbie, 1861)
- Littorina marnat Potiez & Michaud, 1838: synonym of Echinolittorina punctata (Gmelin, 1791)
- Littorina obesa (G.B. Sowerby, 1832): synonym of Littoraria coccinea (Gmelin, 1791)
- Littorina petraeus (Montagu, 1803): synonym of Melarhaphe neritoides (Linnaeus, 1758)
- Littorina planaxis G.B. Sowerby I, 1844: synonym of Tectarius striatus (King & Broderip, 1832)
- Littorina saxatilis jugosa Montagu, 1803: synonym of Littorina saxatilis (Olivi, 1792)
- Littorina saxatilis nigrolineata Gray, 1839: synonym of Littorina saxatilis (Olivi, 1792)
- Littorina striata is a synonym for Tectarius striatus (King & Broderip, 1832)[4]
- Littorina undulata Gray, 1839: synonym of Littoraria undulata (Gray, 1839)
- Littorina unifasciata antipodum: synonym of Austrolittorina antipodum (Philippi, 1847)
- Littorina ziczac is a synonym for Echinolittorina ziczac (Gmelin, 1791)
- Littorina zonaria Bean, 1844: synonym of Littorina saxatilis (Olivi, 1792)